# 雲芸和議
雲芸和議 （うんけいわぎ）は、戦国大名の尼子氏と毛利氏において永禄4年（1561年）から永禄5年（1562年）に結ばれた和議である。

## 経過
出雲国を基盤とする尼子氏は、晴久が当主の時代には山陰・山陽八ヶ国守護として最盛期を迎え、大内氏を滅ぼした毛利氏にとって最大の障害となっていた。毛利元就の軍勢は石見銀山を獲得すべく石見国へと侵攻するも晴久によって2度撃退され（忍原崩れ、降露坂の戦い）、尼子氏は石見銀山の権益を独占していた。
しかし永禄3年（1560年）12月に晴久が頓死し、その嫡男である義久が家督を継ぐと、尼子家臣団にも動揺が生じた。これら家中の動揺を収拾すべく、義久は室町幕府の将軍・足利義輝に、毛利氏との和睦調停を願った。毛利氏はこれを無視し、調停は失敗したとされてきたが、実際には永禄4年（1562年）12月末に調停は成立していたことが宮本義己の研究で明らかになった。ただ、この調停による和平成立期間は半年間だけだった。
当時、石見銀山が位置する東石見は、尼子方に傾いていた。特に温泉氏・多胡氏は尼子家臣として重い立場にあり、出雲から派遣されていた本城常光・牛尾久清・多胡辰敬が、西石見で反毛利側として反乱を起こした福屋隆兼を支援しており、毛利氏にとっては現状の追認では不利な状況だった。
だが、義久は義輝の面子を保つためか、曽祖父・経久の代より蓄積されていた家臣団の不満や内部抗争を終息させたい意図もあったのか、毛利氏との早期和睦を望み、元就は和睦の条件として石見不干渉を要求した。義久はこれに同意したが、それは福屋氏やそれを支援していた尼子諸将・尼子方国人にとっては、自分たちの立場を失うことだった。これにより石見での尼子氏の戦線は一気に崩壊し、本城常光は離反、多胡辰敬も石見岩山城にて自害するという事態に発展した。
石見での形勢を逆転した毛利氏は和睦を破棄し、永禄5年（1562年）には出雲侵攻に乗り出し、西出雲国人の三沢氏・三刀屋氏・赤穴氏・米原氏が毛利氏に寝返り、優勢を招いた。しかし義久がこの対抗策として北九州の大大名である大友宗麟と同盟を結んだことや、東出雲・伯耆・備中・美作の尼子方が結束して毛利氏に反発したことから、毛利氏もこの遠征に4年を費やすこととなった。
その後も足利義輝は雲・芸に加えて豊（大友宗麟）を含めた3者の和議を模索しているが、月山富田城を目前とする元就は、この和議に消極的だった。そして月山富田城の攻防が間近になった以上、雲芸和議の再開は現実的ではないと見た義輝、同様に尼子との挟み撃ちは現実的ではないと見た宗麟の思惑により、雲芸和議は芸豊和議へと転換。毛利隆元の急死などもあって交渉は遅延したものの、永禄7年（1564年）7月に芸豊和議は成立。大友氏は毛利・尼子両氏の争いから手を引いた。
さらに伯耆・備中が失陥したことで、居城の月山富田城が孤立した義久は永禄9年（1566年）11月、毛利氏に降伏した。

## 参考論文
- 宮本義己「足利将軍義輝の芸・雲和平調停―戦国末期に於ける室町幕政―」『国学院大学大学院紀要』6輯、1974年。
- 宮本義己「戦国大名毛利氏の和平政策―芸・雲和平の成立をめぐって―」『日本歴史』367号、1978年。
- 宮本義己「足利将軍義輝の芸・豊和平調停」『政治経済史学』102号・103号、1974年。
- 宮本義己 著「元就の武略と外交手腕」、河合正治 編『毛利元就のすべて』新人物往来社、1986年。
- 浅野友輔「戦国期室町将軍足利義輝による和平調停と境目地域―尼子・毛利氏間和平と石見福屋氏の動向―」『十六世紀史論叢』4号、2015年。